# Sylvester Igboun
Sylvester 'Sly' Igboun, född 8 september 1990, är en nigeriansk fotbollsspelare.

## Karriär
Den 2 september 2019 lånades Igboun ut till Dynamo Moskva på ett låneavtal över säsongen 2019/2020. Den 4 augusti 2020 meddelade Dynamo Moskva att Igboun värvats på en permanent övergång och att han skrev på ett tvåårskontrakt med klubben.
Den 20 februari 2022 skrev Igboun på ett halvårskontrakt med Nizjnij Novgorod. Den 16 mars 2022 lämnade han klubben. I oktober 2022 värvades Igboun av indiska NorthEast United. Han spelade en match för NorthEast United men valde samma månad att lämna klubben.